# Seleen-81
Seleen-81 of 81Se is een onstabiele radioactieve isotoop van seleen, een niet-metaal. De isotoop komt van nature niet op Aarde voor.
Seleen-81 ontstaat onder meer bij het radioactief verval van arseen-81.

## Radioactief verval
Seleen-81 vervalt door β−-verval tot de stabiele isotoop broom-81:
{\displaystyle {\ce {{^{81}_{34}Se}->{^{81}_{35}Br}+{e^{-}}+{\bar {\nu }}_{e}}}}
De halveringstijd bedraagt ongeveer 18,5 minuten.
64Se · 65Se · 66Se · 67Se · 68Se · 69Se · 69m1Se · 69m2Se · 70Se · 71Se · 71m1Se · 71m2Se · 72Se · 73Se · 73mSe · 74Se · 75Se · 76Se · 77Se · 77mSe · 78Se · 79Se · 79mSe · 80Se · 81Se · 81mSe · 82Se · 83Se · 83mSe · 84Se · 85Se · 86Se · 87Se · 88Se · 89Se · 90Se · 91Se · 92Se · 93Se · 94Se · 95Se